# متطوعو اليابان للتعاون في الخارج
متطوعو اليابان للتعاون في الخارج  (الاختصار JOCV) هو نظام لإرسال اليابانيين إلى الخارج تديره وكالة اليابان للتعاون الدولي. البرنامج مشابهة لهيئة السلام الأمريكي ويضم متطوعين في عدة مجالات واسعة مثل الزراعة،
وعلم الحراج، وصيد الأسماك، والتعليم، والصحة وأكثر من 120 مجالا تقنيا. تم إرسال أكثر من 30000 متطوع إلى أكثر من 80 دولة في آسيا والشرق الأوسط وأفريقيا وأمريكا الوسطى والجنوبية والكاريبي وأوقيانوسيا. يتم التعيين
من أبريل إلى مايو، ومن أكتوبر إلى نوفمبر من كل عام، والمواطنين اليابانيين الذين تتراوح أعمارهم بين 20 و39 عام مؤهلين للتقديم.
نبذه تاريخية:
بدأت الخطة عام 1957 بعد انضمام اليابان إلى خطة كولومبو عام 1954. وبعد إنشاء هيئة السلام من قبل الولايات المتحدة الأمريكية عام 1961، تم تأسيس متطوعو اليابان للتعاون في الخارج  (JOCV) عام 1965 وتم إرسال أول
المتطوعين إلى لاوس في جنوب شرق آسيا.
بعد ذلك، بدأ تنفيذ  المشاريع ذات صلة. تم تأسيس المتطوعين المسنين عام 1990 والذين هم المواطنين كبار السن، وتم تأسيس المتطوعين الشباب وكبار السن لمجتمعات نيكيه الذين يستهدفون يابانيو المهجر في أمريكا اللاتينية عام
1996. وفي عام 2000، كان العدد الإجمالي لبرنامج المتطوعين اليابانيين في الخارج أكثر من 20000، وفي يوليو 2013 كان العدد الإجمالي 38300 وعدد البلدان 88.
الأنشطة:
عمل البرنامج مع منظمات محلية مثل مكتب حكومي، ومكتب المدينة والمدرسة. مدة البرنامج ستنان لكن يمكن تمديده إلى عام واحد إذا احتاج ذلك.
الدول:
في يوليو 2013 كانت (JOVC) تعمل في 71 دولة بينما كانوا يعملون في 88 دولة، وتعمل غالبيتها في آسيا وأفريقيا وأمريكا اللاتينية وعلى الرغم من أن العديد يعمل في الشرق الأوسط وبعض أجزاء أوروبا الشرقية أيضا.
المجالات التقنية:
هناك أكثر من 120 مجالا تقنيا في 8 قطاعات. في يوليو 2013، شكل قطاع التعليم والثقافة والرياضة حوالي نصف الذين يعملون في برنامج المتطوعين اليابانيين في الخارج وأيضا يشكل القطاع 39% من الإجمالي التراكمي لمشاريع
البرنامج. وشكل قطاع الزراعة وعلم الحراج وصيد الأسماك وقطاع التصنيع والتدريب الميكانيكي نسبة كبيرة، لكنهم الآن يشكلون أقل من 10%.
التعيين:
يحق للمواطنون اليابانيون الذين تتراوح أعمارهم بين 20 و39 سنة للتقديم بطلب الالتحاق. بلغ عدد المتقدمين ذروته عند 11832 كل عام في عام 1994. ومع ذلك، في أبريل 2011، وصل عدد المتقدمين إلى الحضيض عند 1351
فقط كل نصف عام تأثرا بزلزال توهوكو والربيع العربي والحكومة خفضت الاستحقاقات في العام الماضي.
الاختبار الأول
يتم إجراء الفحص في المجالات التالية ورقيا:
المهارات التكنولوجية
مهارات اللغوية
الصحة
الاختبار الثاني
يتم هذا الفحص في طوكيو وبعض المدن المحلية.
المقابلة وتشمل امتحانا عمليا إذا كان مطلوبا.
الصحة إذا لزم الأمر.
حتى إذا نجح الشخص في الاختبار الفني المطلوب، فقد يتم رفضه في بعض الأحيان لأنه قد يحكم على خلفياته الفنية بأنها لا تتطابق مع أي طلبات من البلدان التي تختارها. لذلك، هناك بعض حالات التوظيف بعد إعادة  إجراء
الاختبار. وهناك أيضا بعض الحالات الأخرى التي توظيف المتقدمين أصحاب القدرات الفنية المنخفضة، أو رفض المتقدمين أصحاب القدرات الفنية العالية.
ومن حيث الفحص الصحي، فإن المعيار الطبي المطلوب صارم لأن المشاكل الصحية الخطيرة من الممكن أن تحدث في البلدان النامية حتى ولو كان بوسع أي شخص أن يعيش حياة صحية في اليابان. ويعتمد المعيار الطبي المطلوب على
البلد الذي ترسل إليه، لأن المستويات الطبية تختلف من بلد إلى آخر.
تحتوي نتيجة الفحص الثانية على ثلاث حالات «مجتازة» و«مرفوضة» و«مسجلة». كما أوضحنا سابقا، يمكن إعادة النظر في بعض مقدمي الطلبات أصحاب القدرات التقنية العالية ودون مطابقة الطلبات. ويمكن قبولهم ب «ناجح» عندما
يقوم بعض المتقدمين الناجحين بإسقاط الطلبات والخروج، أو تقدم بعض البلدان طلبات أكثر خارج فترة التوظيف.
التدريب:
إذا اجتاز المتقدمون الفحص الثاني، فسيبدأون في قضاء 65 يوما في التدريب كأعضاء في JOCV في أي من مركزي التدريب: أحدهما في مدينة كوماجانه بمحافظة ناغانو والآخر في مدينة نيهونماتسو بمحافظة فوكوشيما. يعتمد
مركز التدريب الذي تم تكليفهم به على البلد الذي سيتم إرسالهم إليه. إذا انضموا إلى JOCV بعد مغادرة مكاتبهم، فإن  فترة إعانة مدفوعات البطالة يمكن أن تتمدد من اليوم الذي يبدأون فيه التدريب.
التدريبات الأساسية
التمارين الرياضية  ورفع الأعلام الوطنية في الصباح الباكر
قبل الغداء: تعلم كل لغة من لغات البلدان التي سيتم إرسالهم إليها
بعد الظهر: محاضرة عن دراسات الدول والتفاهم بين الثقافات والإدارة الصحية وإجراءات الطوارئ
(أوقات التطعيم - مرة في الأسبوع)
تكاليف الطعام ونفقات الإقامة مجانية أثناء التدريب، كما يتم توفير 50000 ين لمدة شهر رسوم للدورات. يسمح للمدربين بالخروج من مراكز التدريب بعد مساء يوم الاثنين والسبت والأحد، ولكن لا يسمح بالبقاء في الخارج إلا في أيام
السبت والأحد. ينقسم المتطوعين إلى 4 مجموعات حسب توقيت الإرسال. يتم إرسال أعضاء المجموعة الأولى في يونيو، والمجموعة الثانية في سبتمبر، والمجموعة الثالثة في ديسمبر، والمجموعة الرابعة في مارس.